# Giba (siatkarz)

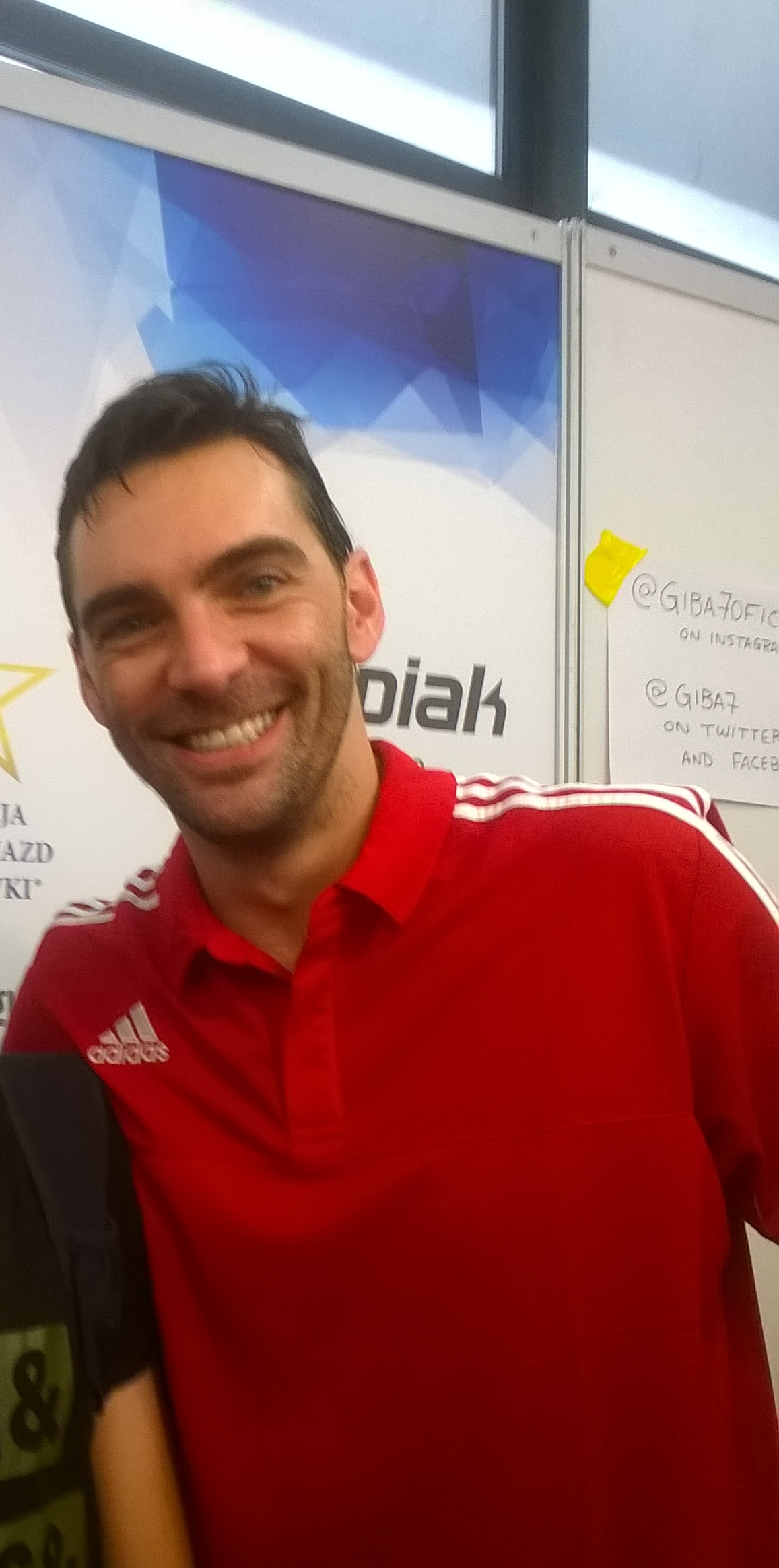
Giba na spotkaniu z kibicami przed Meczem Gwiazd - Pożegnanie Pawła Zagumnego w katowickim Spodku, 11 września 2016

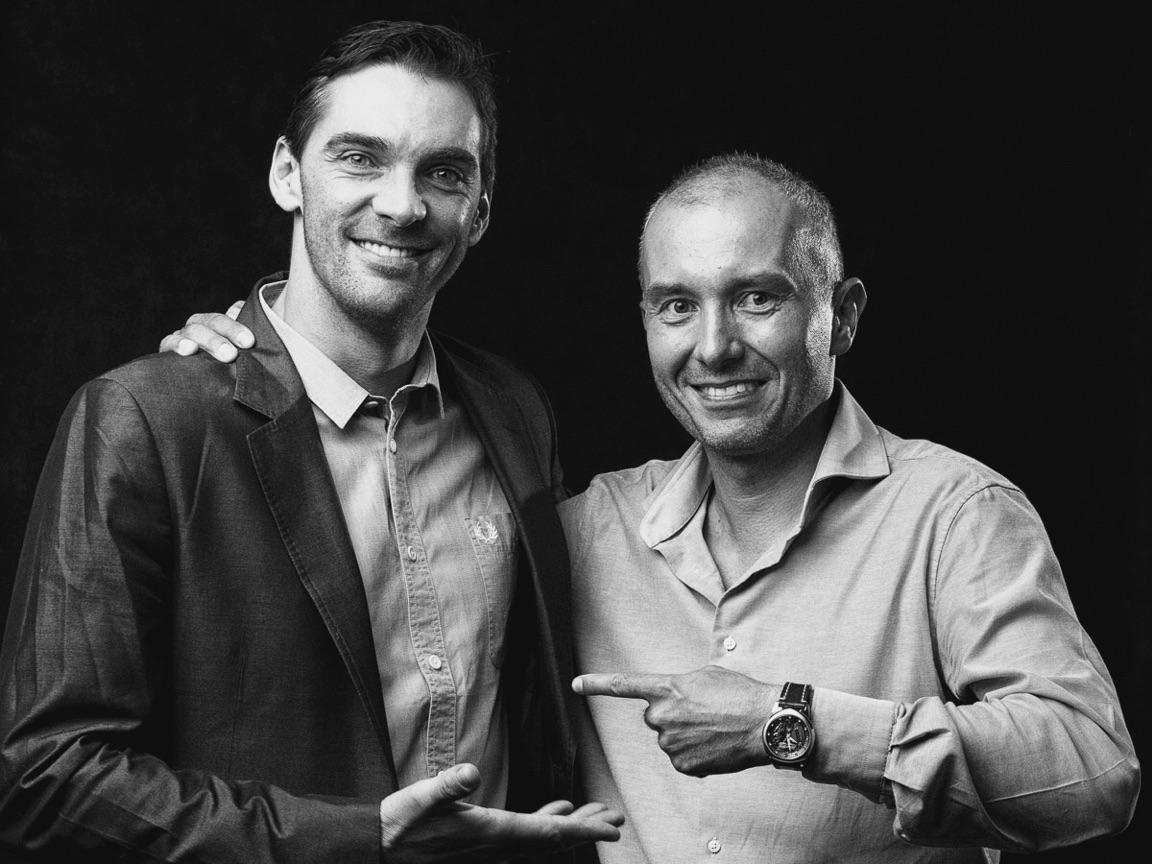
Giba w Fundacji Alei Gwiazd Siatkówki z Arkadiuszem Jaśkowskim

Giba, właśc. Gilberto Amauri de Godoy Filho (ur. 23 grudnia 1976 w Londrinie) – brazylijski siatkarz, grający na pozycji przyjmującego, wielokrotny reprezentant kraju.

## Życiorys
Jako dziecko cierpiał na białaczkę. W 2002 roku w jego organizmie wykryto marihuanę, która od 1992 znajduje się na liście środków dopingujących. W 2006 roku został wybrany sportowcem roku w Brazylii. Jego żoną była rumuńska siatkarka Cristina Pîrv. Wziął z nią ślub 25 grudnia 2003 roku w Bukareszcie. Ma z nią dwoje dzieci, córkę Nicoll i syna Patricka. Urodzona w 2004 roku Nicoll, również gra w siatkówkę. Obecnie jest związany z Marią Luizą Dautt. 2 sierpnia 2014 ogłosił koniec siatkarskiej kariery.

## Kariera
Giba ośmiokrotnie wygrał ze swoją reprezentacją Ligę Światową, 3 razy Mistrzostwa Świata, Puchar Wielkich Mistrzów, 2 razy Puchar świata, a także zdobył złoty medal na Igrzyskach Olimpijskich w Atenach 2004.
Na mistrzostwach świata w Japonii w 2006 z reprezentacją Brazylii zdobył złoty medal. Został również wybrany MVP turnieju.

## Sukcesy klubowe
Liga brazylijska:
- 2000, 2001
- 1998, 1999
- 2010

Puchar Włoch:
- 2006

Liga rosyjska:
- 2008, 2009

Liga Mistrzów:
- 2009

Puchar Mistrza (Copa Master):
- 2012

Liga argentyńska:
- 2013

Liga angielska:
- 2019, 2020

## Sukcesy reprezentacyjne
Mistrzostwa Ameryki Południowej Juniorów:
- 1994

Mistrzostwa Świata Juniorów:
- 1995

Mistrzostwa Ameryki Południowej:
- 1995, 1997, 1999, 2001, 2003, 2005, 2007

Puchar Świata:
- 2003, 2007
- 1995, 2011

Puchar Wielkich Mistrzów:
- 1997, 2005, 2009

Puchar Ameryki:
- 1998, 1999, 2001
- 2000, 2005

Igrzyska Panamerykańskie:
- 2007
- 1999
- 2003

Liga Światowa:
- 2001, 2003, 2004, 2005, 2006, 2007, 2009, 2010
- 2002, 2011
- 1999, 2000

Mistrzostwa Świata:
- 2002, 2006, 2010

Igrzyska Olimpijskie:
- 2004
- 2008, 2012

## Nagrody indywidualne i wyróżnienia
- 1995: MVP Mistrzostw Świata Juniorów
- 2001: Najlepszy zagrywający Mistrzostw Ameryki Południowej
- 2004: MVP Igrzysk Olimpijskich w Atenach
- 2006: MVP Pucharu Włoch
- 2006: Najlepszy sportowiec w Brazylii
- 2006: MVP Ligi Światowej
- 2006: MVP Mistrzostw Świata
- 2007: MVP Igrzysk Panamerykańskich
- 2007: MVP Mistrzostw Ameryki Południowej
- 2007: MVP Pucharu Świata
- 2008: Najlepiej zagrywający Ligi Światowej
- 2009: Najlepiej atakujący Mistrzostw Ameryki Południowej